# Стаищи
Стаищи — деревня в Переславском районе Ярославской области.

## География
Находится в южной части Ярославской области на расстоянии приблизительно 28 км на восток-юго-восток по прямой от районного центра города Переславль-Залесский.

## История
Деревня была отмечена еще на карте 1808 года. В 1859 году здесь (деревня Переславского уезда Владимирской губернии) было учтено 17 дворов, в 1941 — 28. До 2018 года входила в состав Рязанцевского сельского поселения.

## Население
Численность населения: 121 человек (1859 год), 10 (русские 100 %) в 2002 году, 3 в 2010.